# ديفيد أليسون
ديفيد أليسون، من مواليد 28 يناير 1873 وتوفي في 1901، هو لاعب كرة قدم إنجليزي سابق، وهو من مؤسسي نادي إيه سي ميلان الإيطالي مع زميليه ألفريد إدواردز وهيربرت كيلبن.

## مسيرته الكروية
بدأ مسيرته الكروية مع إيه سي ميلان عام 1899 وأختير كأول كابتن لنادي إيه سي ميلان الإيطالي. أيضا يعتبر ديفيد أليسون صاحب أول هدف سجل لنادي إيه ميلان بعدما سجل الهدف في أول مباراة رسمية للفريق في 11 مارس 1900 أمام فريق ميديولانم. كذلك ساهم أليسون في فوز الفريق بأول بطولة في تاريخه ألا وهي بطولة كأس وسام الملك في 1900.